# Reprezentacja Danii w Pucharze Gordona Bennetta
W zawodach balonów wolnych o Puchar Gordona Bennetta poszczególne kraje mogą reprezentować maksymalnie trzy zespoły składające się z dwóch osób. Po raz pierwszy udział załogi z Danii miał miejsce podczas VII zawodów rozegranych w 1912 roku.

## Wyniki
Osiągnięcia drużyn w poszczególnych zawodach
UWAGA:
Oznaczenie rekordu długości lotu oraz czasu przelotu zaznaczone jest następująco:
| REKORD |

| Edycja zawodów | Data       | Miejsce zawodów    | Lokata | Załoga                                   | Balon         | Czas lotu [h] | Odległość [km] |
| -------------- | ---------- | ------------------ | ------ | ---------------------------------------- | ------------- | ------------- | -------------- |
| VII            | 27.10.1912 | Stuttgart (Niemcy) | 18     | Seidelein                                | Graf Zeppelin | 15:24         | 490,00         |
| XVII           | 30.06.1928 | Detroit (USA)      | 5      | S. A. U. Rausmussen, Tracy W. Southworth | Danmark       |               | 624,60         |
| XVIII          | 28.09.1929 | Saint Louis (USA)  | 5      | Georg Schenstorm, S. A. U. Rausmussen    | Danmark       |               | 336,00         |